# Sphenomorphus woodfordi
Sphenomorphus woodfordi — вид сцинкоподібних ящірок родини сцинкових (Scincidae). Мешкає на Соломонових островах. Вид названий на честь британського натураліста Чарльза Морріса Вудфорда.

## Поширення і екологія
Sphenomorphus woodfordi мешкають на Соломонових островах, зокрема на Бугенвілі. Вони живуть у вологих рівниних тропічних лісах, на висоті до 250 м над рівнем моря.